# Achille Fould

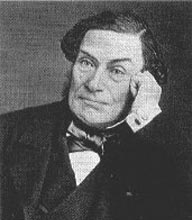
Achille Fould.

Achille Fould (17 de noviembre de 1800 - 5 de octubre de 1867) fue un financiero y político francés.
Nació en París, hijo de un exitoso banquero judío, se le asociaba con y después superó a su padre en el manejo de los negocios. En 1842 entró en la vida política, siendo elegido en ese año para diputado del departamento de Hautes-Pyrénées. Desde ese momento hasta su muerte, buscó relacionarse activamente con los asuntos de su país. Accedió de buena gana a la Revolución de 1848, y se ha dicho que ejerció una influencia decidida en materias financieras sobre el gobierno provisional que se formó. Poco después publicó dos panfletos en contra del uso del papel moneda, titulados: Pas d'Assignats I y Observations sur la question financière. 
Durante la presidencia de Napoleón III fue cuatro veces ministro de finanzas, y tomó una papel importante en las reformas económicas que se hicieron en Francia. Sus fuertes tendencias conservadoras lo llevaron a oponerse a la doctrina de libre comercio, y lo dispuso a alzar la coup d'état y el nuevo imperio. El 25 de enero de 1852, en consecuencia del decreto de confiscar la propiedad de la familia Orleans, renunció al cargo de ministro, pero ese mismo día fue nombrado senador, y poco después volvió al gobierno como ministro de estado y de la familia imperial. Con estos poderes dirigió la Exposición Universal de 1855. Los eventos de noviembre de 1860 lo llevaron a renunciar nuevamente, pero fue llamado una vez más para el ministerio de finanzas en noviembre del año siguiente, y se mantuvo en el cargo hasta la publicación de la carta imperial el 19 de agosto de 1867, cuando Émile Ollivier se convirtió en consejero principal del emperador. Durante su último ejercicio en el cargo redujo la inflación, que la guerra con México había incrementado considerablemente, por la negociación de un préstamo de 300 millones de francos en 1863.
Fould, además de las pocas comunes habilidades financieras, tenía el gusto por las bellas artes, que desarrolló y refinó durante su juventud visitando Italia y las costas del este del Mar Mediterráneo. En 1857 fue hecho miembro de la Académie des beaux-arts.
Achille Fould murió en Tarbes in 1867.